# Castillo de Les Réaux
El castillo de Les Réaux (en francés: Château des Réaux) es un castillo medieval francés que se encuentra en municipio de Chouzé-sur-Loire, departamento de Indre-et-Loire, región Centro. El castillo fue objeto de una inscripción en el título de los monumentos históricos en 1930.
Forma parte del conjunto de castillos del Loira que fueron declarados Patrimonio de la Humanidad por la Unesco en 2000.

## Historia
El castillo de Les Réaux perteneció, durante el siglo XIV, a Amaury Péau luego a Jeanne de Montejean, condesa de Sancerre, Antoine de Breuil, y a Gilles de Brye en 1455. En ruinas en el siglo XV, el castillo fue adquirido por el abuelo de Jean Briçonnet, primer alcalde de Tours.
De la fortaleza antigua medieval permanece el plan general del edificio: una isla rodeada por todas partes por un foso grande con agua, cuya misión ha sido asegurar la seguridad.
El castillo actual fue construido en el sitio de castillo antiguo por el nieto de Jean Briçonnet, hijo de William Briçonnet, señores de la región llamado luego de Plessis-Rideau. El castillo también ha sido habitado por Thibaut de Longuejoue y sus descendientes, la familia Taveau. Un matrimonio en 1595 llevó el castillo a la familia de La Béraudière. François de La Béraudière heredó el castillo y fue vendido por una suma de ciento quince mil libras,  hacia 1650, al escritor y poeta Gédéon Tallemant des Réaux, convirtiéndose el castillo en su casa, y desde entonces, 30 de julio de 1653, se denomina el castillo así por su apellido con permiso mediante cédula real.

## Galería del arte contemporáneo (exposición permanente)
Dentro del castillo de Les Réaux existe una galería (exposición permanente) de pinturas dedicadas al tema de las piernas humanas, las piernas de mujeres y hombres, titulado «Las piernas de mujeres y hombres en Arte del inicio del tercer milenio».
La concepción principal de esta galería-exposición del arte contemporáneo es «impulsar la investigación creativa y hacer del tema de la exposición un objeto principal de las obras».
El contenido de la galería, 760 pinturas de 530 artistas de más de 40 países del mundo, es el resultado de un concurso internacional que ha sido lanzado en 2007. Esta exposición ha sido creado como parte de los preparativos para la celebración del sexto centenario de la fundación del castillo de Les Réaux. La galería de arte contemporáneo del castillo de Les Réaux ha sido premiada con un diploma de «Mérito y Dedicación a las Artes» concedido por la Academia Mazarine. La exposición de pinturas está disponible para visitas (visitas guiadas inclusive) individuales y colectivas todo el año.
Las pinturas han sido seleccionados en función de su conformidad con las cuatro subdivisiones del tema principal:
- Piernas «clásicas y alegrías» del tercero milenio
- Una visión humorística o satírica de las piernas contemporáneas
- La evolución de las piernas de los hombres hasta la actualidad
- Una visión personal del pintor de cuatro piernas de dos personas en una misma obra

Entre muchos pintores que han enviado sus obras son: Béatrice Le Limantour, Konstantin Altunin, Annalisa Avancini, Javier Azurdia, Stefan Burger, Ghyslaine Chirat-Leonelli, Sylvain Dez, Giovanni Faccioli, Eva Fellner, Olga Glumcher, Mel Ramos, Gabriele Neuert (Gabrill 1961), y muchos otros.

## Galería de imágenes

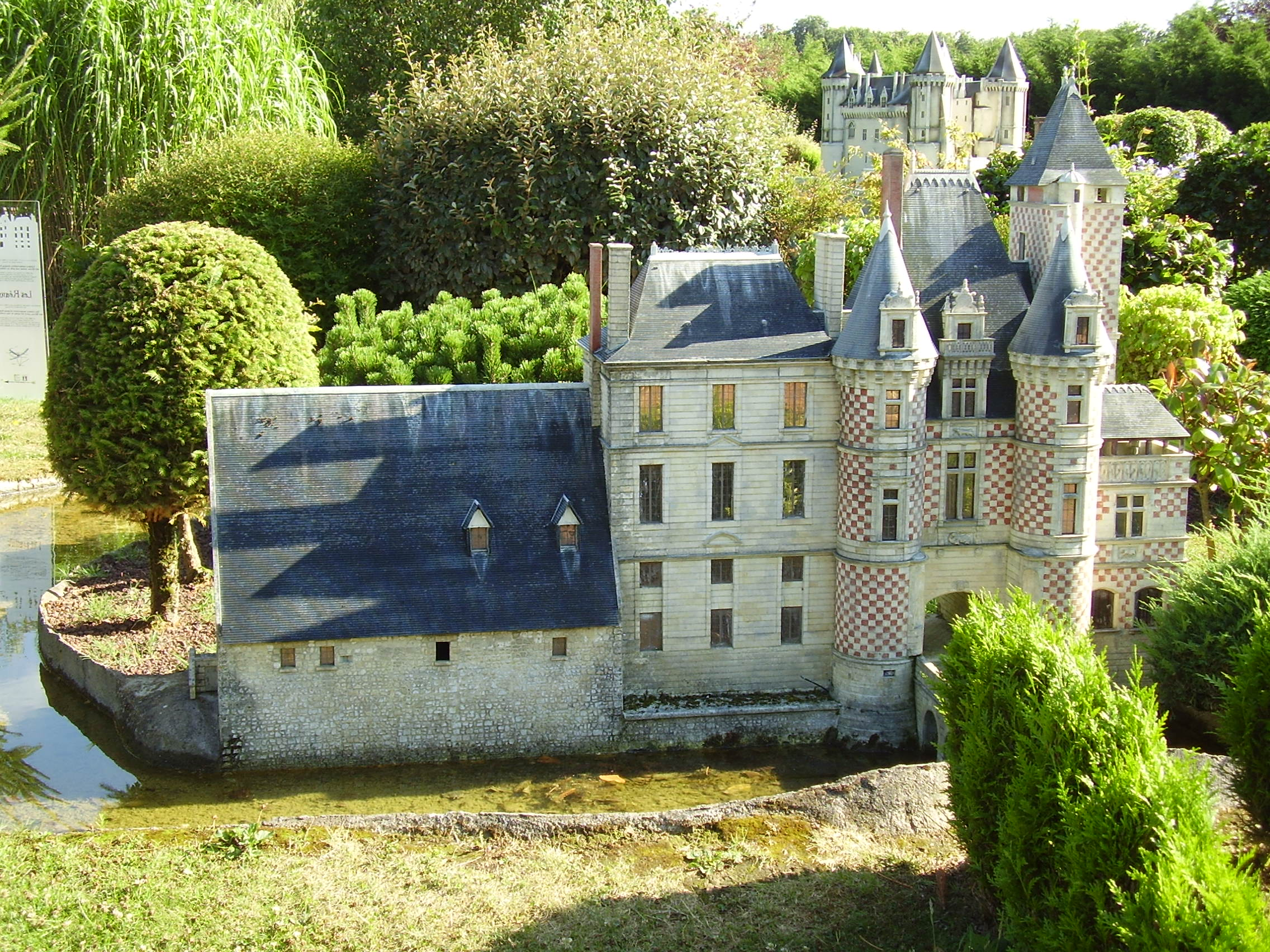
Mini-modelo del castillo Château des Réaux
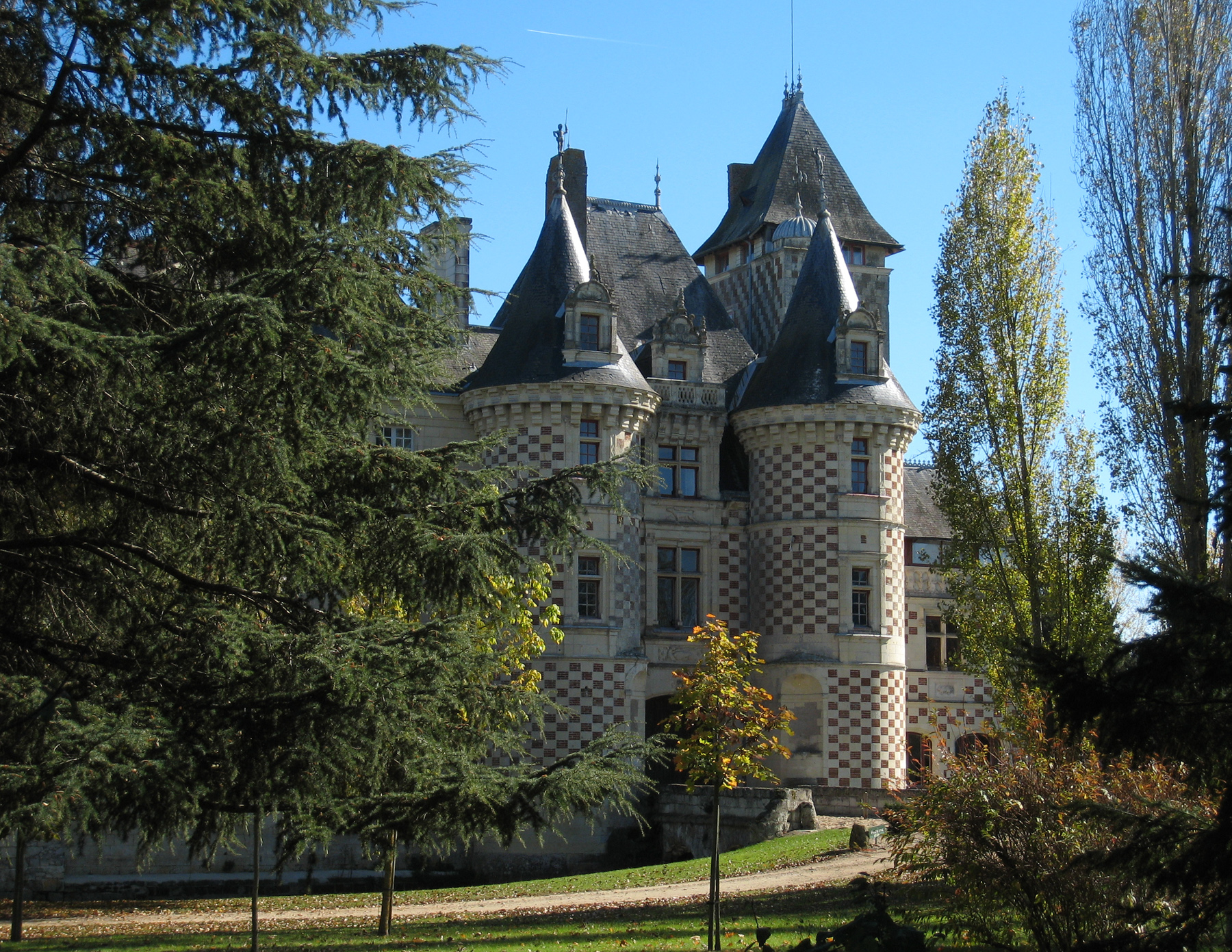
Castillo Château des Réaux, vista desde el parque adyacente
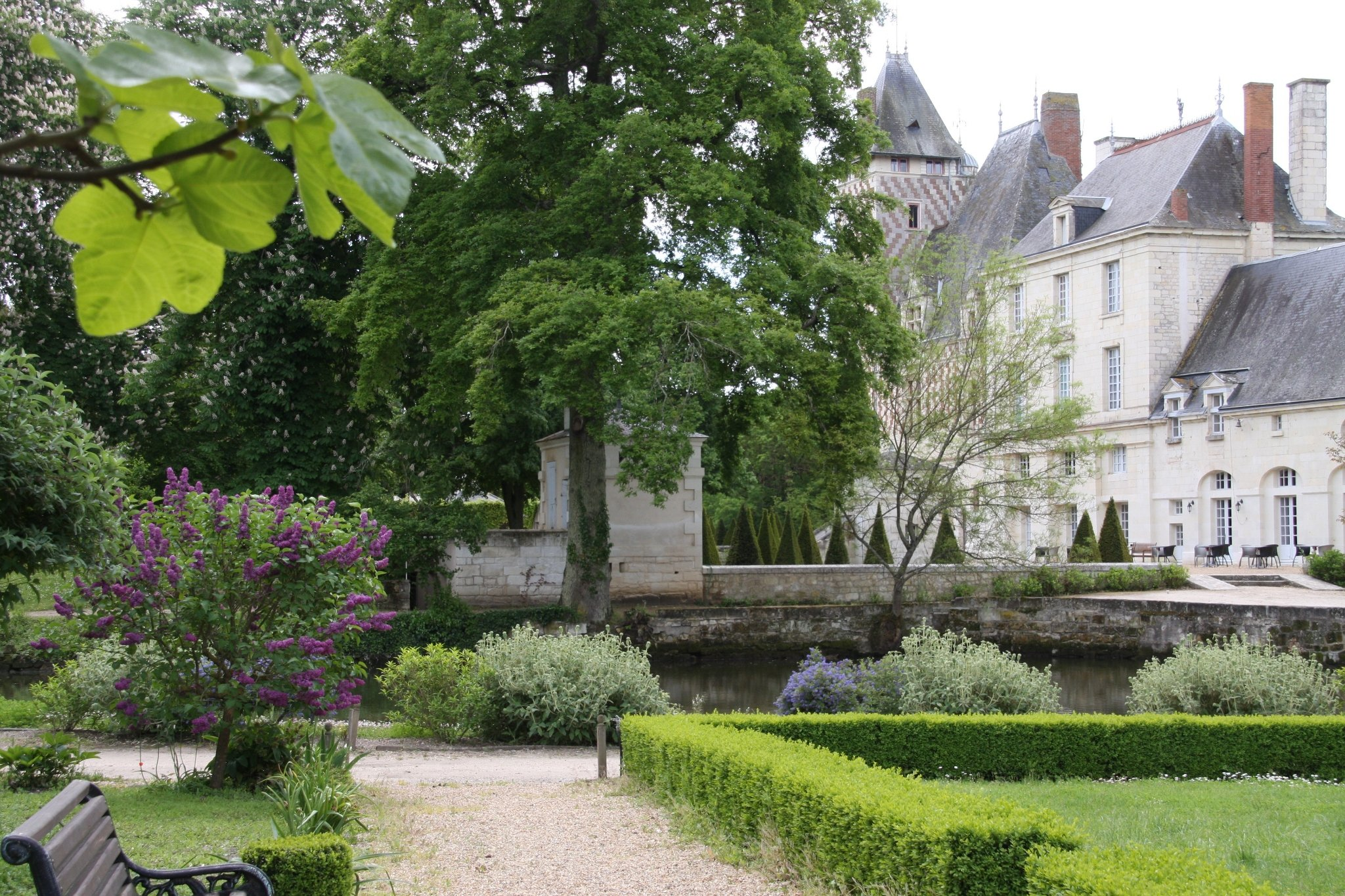
Lila en el parque de Jean Brisonne
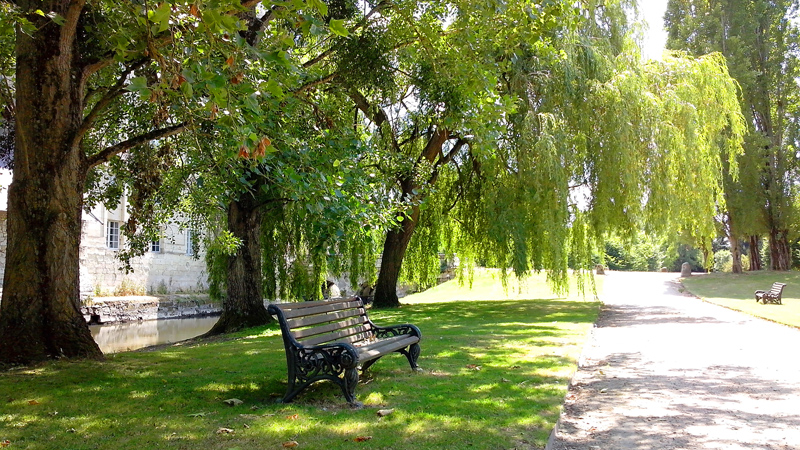
Sauce en el parque
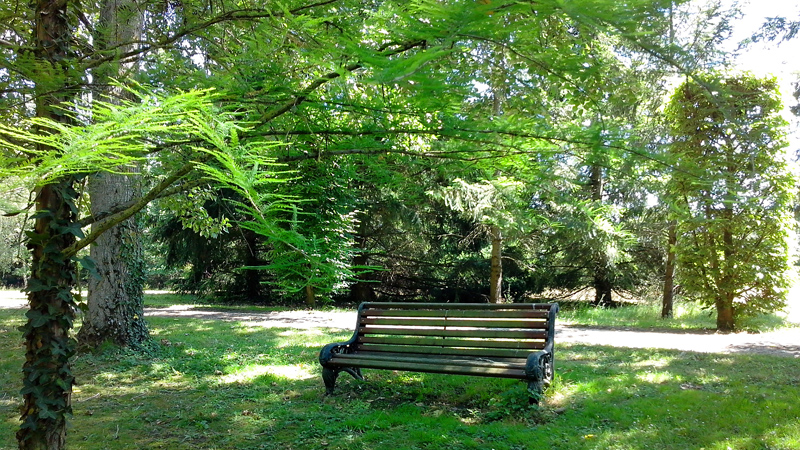
El parque de Jean Brisonne
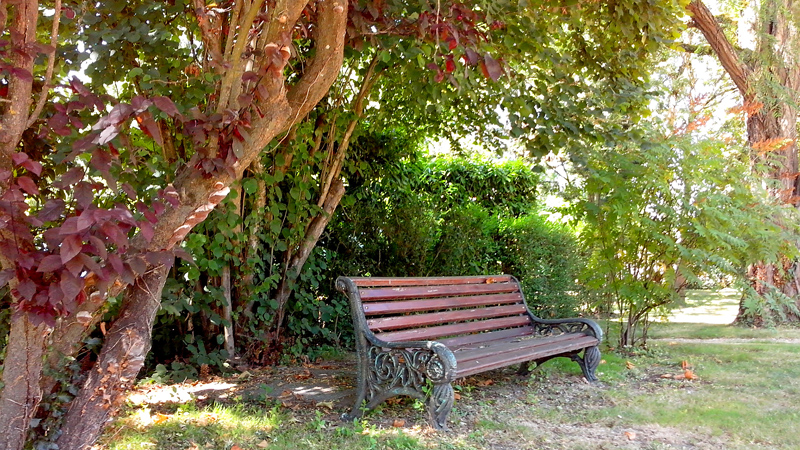
Banco en el parque
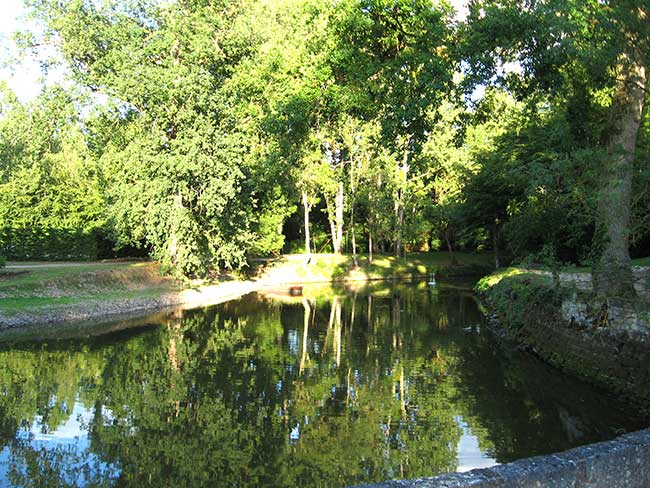
Estanque en el parque